# Julie McCullough

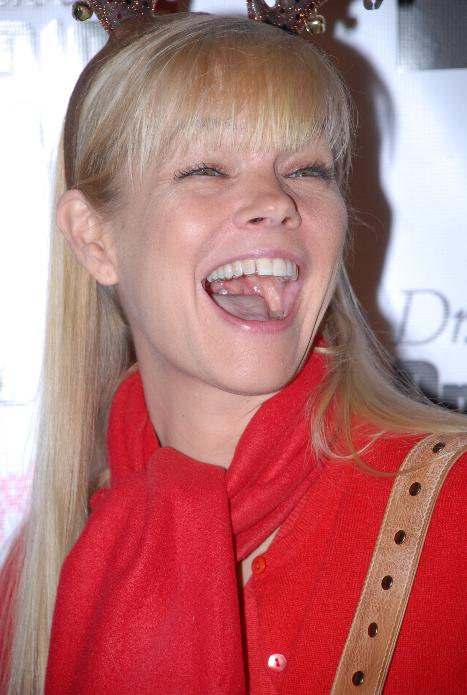
Julie McCullough (2007)

Julie McCullough (* 30. Januar 1965 in Honolulu, Hawaii) ist eine US-amerikanische Schauspielerin und ehemaliges  Playmate.

## Leben und Karriere
McCullough wurde im Februar 1986 Playmate der Zeitschrift Playboy, was sie den früher erhaltenen Titel Azalea Queen of Wilmington kostete.
Als Schauspielerin debütierte sie in einer Folge der Fernsehserie Wer ist hier der Boss? aus dem Jahr 1987. In der Actionkomödie Big Bad Mama II (1987) von Jim Wynorski spielte sie neben Angie Dickinson eine der größeren Rollen.
1990 soll sie ihre Rolle in der Sitcom Unser lautes Heim verloren haben, weil Kirk Cameron, Star der Serie, ihr die Playboyaufnahmen übel nahm.
Im Filmdrama In the Living Years (1994) trat McCullough in einer größeren Rolle neben Mario van Peebles auf; eine der größeren Rollen übernahm sie auch im Sportdrama The St. Tammany Miracle aus dem gleichen Jahr. Im Actionthriller Showdown (1997) spielte sie an der Seite von Peter Weller, Dennis Hopper, Tia Carrere und Joe Pantoliano. In der Komödie West from North Goes South (2004), die mit zwei Preisen des Beverly Hills Film Festivals ausgezeichnet wurde, verkörperte sie eine Traumfrau.
McCullough veröffentlichte einige Gedichte, für die sie mit dem Outstanding Achievement in Poetry and Poet Of Merit Award der International Society of Poets ausgezeichnet wurde. Sie war in den Jahren 2001 bis 2003 mit dem Schauspieler David Sutcliffe verheiratet.

## Filmografie (Auswahl)
- 1987: Wer ist hier der Boss? (Who’s the Boss?, Fernsehserie, Episode 3x12)
- 1987: Big Bad Mama II
- 1988: Max Headroom (Fernsehserie, Episode 2x06)
- 1988: Der Blob (The Blob)
- 1989–1990: Unser lautes Heim (Growing Pains, Fernsehserie, 11 Episoden)
- 1990: Golden Girls (The Golden Girls, Fernsehserie, Episode 5x13)
- 1990: Gegen ihren Willen (Without Her Consent, Fernsehfilm)
- 1991–1992: Drexell’s Class (Fernsehserie, 3 Episoden)
- 1992: Chaos in Palm Springs (Round Trip to Heaven)
- 1993: The Baby Doll Murders
- 1993: Arly Hanks (Fernsehfilm)
- 1994: The St. Tammany Miracle
- 1994: In the Living Years
- 1994–1995: Robins Club (Robin’s Hoods, Fernsehserie, 22 Episoden)
- 1996: Echo of Blue
- 1997: Showdown (Top of the World)
- 1997: Breast Men (Fernsehfilm)
- 1999: Me and Will
- 2000: Intrepid – Helden einer Katastrophe (Intrepid)
- 2000: Relic Hunter – Die Schatzjägerin (Relic Hunter, Fernsehserie, Episode 1x16)
- 2004: West from North Goes South
- 2008: Jack Rio
- 2011: Eiszeit – New York 2012 (2012: Ice Age)
- 2012: Gila! (Fernsehfilm)
- 2013: Sharknado – Genug gesagt! (Sharknado, Fernsehfilm)
- 2015: Sharknado: Heart of Sharkness
- 2016: Hospital Arrest
- 2018: The Joke Thief
- 2018: Untogether
- 2019: The Savant
- 2019: A Karate Christmas Miracle